# 聖馬利亞教堂 (羅斯托克)
54°05′24″N 12°08′20″E / 54.090°N 12.139°E
聖馬利亞教堂（德語：Marienkirche） 是位於德國城市羅斯托克的一座教堂。也是羅斯托克的三大教堂之一，另外兩座是聖彼得教堂和聖尼古拉教堂。第四座教堂聖雅各教堂在二戰中遭到嚴重毀壞，後被拆除。教堂建築外觀為哥特式風格。

## 外部連結

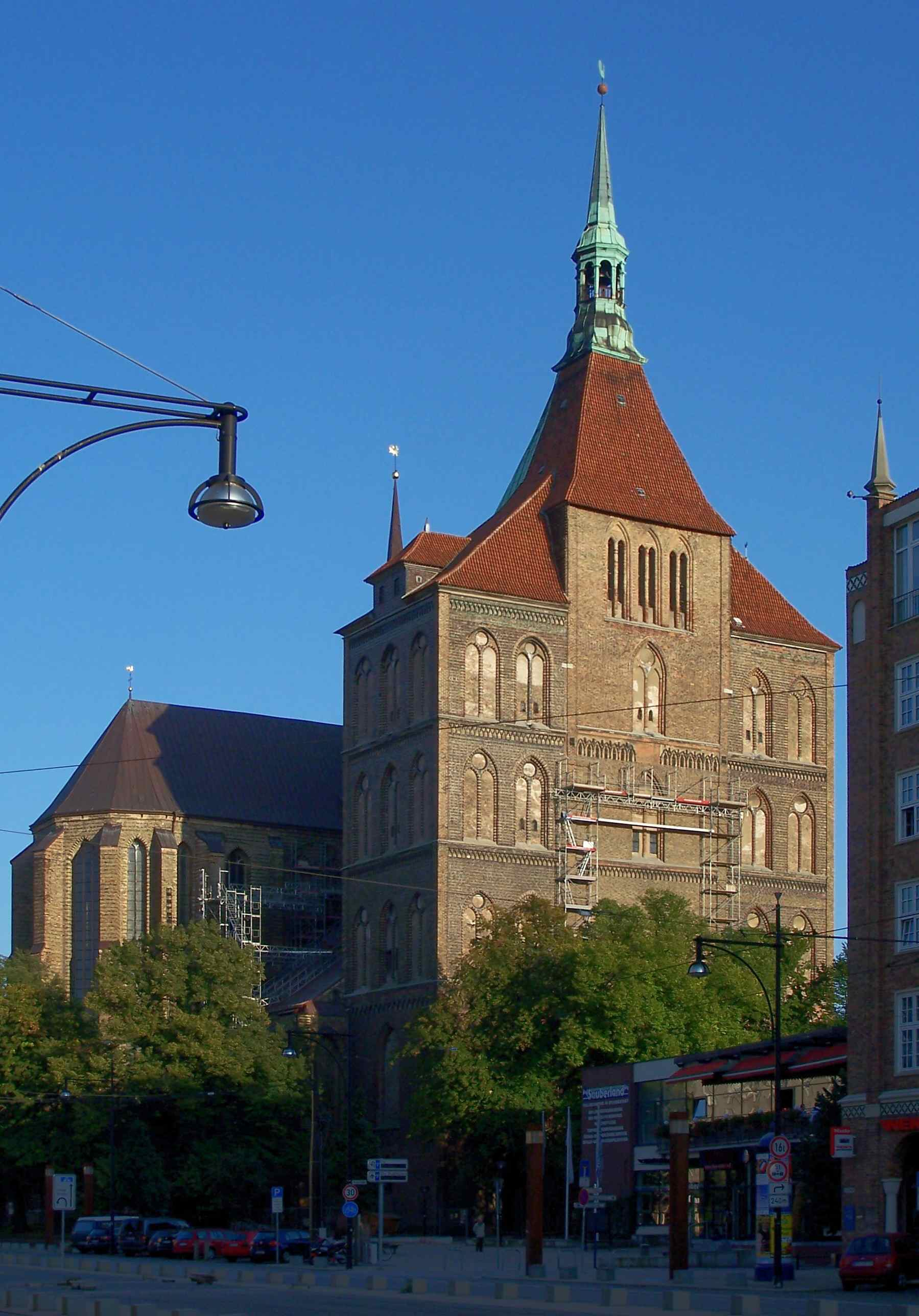

- Marienkirche Rostock （页面存档备份，存于） - English content provided
- Historische Rostocker Bauwerke – Die St.-Marien-Kirche （页面存档备份，存于）
- Stiftung St.-Marien-Kirche zu Rostock e. V.
- Marien-Kantorei Rostock （页面存档备份，存于） - English content provided